# Vanabina

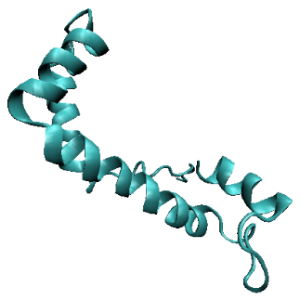
Representación tridimensional de la estructura de Vanabin2 de Ascisia sydneiensis var. samea.

Vanabina (también conocida como proteínas de vanadio-asociado o cromógeno vanadio), son un grupo específico de vanadio de unión con metaloproteínas. Las vanabinas son las únicas proteínas conocidas en la actualidad por sus funciones fisiológicas que implican la unión con vanadios. Se encuentran casi exclusivamente en las células de la sangre(Ascidia)o en los tunicados (Un tunicado es un animal invertebrado marino. Las vanabinas que se encuentran en la sangre fueron identificadas por una combinación de cromatografía de intercambio aniónico y espectrometría de absorción atómica. Estas incluyen por lo menos dos proteínas principales con un peso molecular de 12.5 y 15 kDa, y una proteína menor de 16 kDa. Las vanabinas extraídas del tunicado a menudo se le conocen como hemovanabinas. Estos organismos son capaces de concentrar vanadio a un nivel de más de 100 veces mayor que en los alrededores de agua de mar. Las proteínas de vanabina parecen estar implicados en la recolección y acumulación de este ion metálico. En la actualidad no existe un entendimiento concluyente de por qué estos organismos recolectan vanadio, y sigue siendo un misterio biológico.
Recientemente se han aislado cinco proteínas de unión-vanadio, que han sido nombradas como Vanabina1, Vanabina2, Vanabina3, Vanabina4 y VanabinaP. En este estudio, se analizó la localización de las vanabinas en las células sanguíneas de A. sydneiensis Samea utilizando anticuerpos monoclonales y microscopía confocal. Las proteínas Vanabina1 y Vanabina2 se encontraron en el citoplasma y/o en algunos orgánulos de vanadocytes. Vanabina3 también se detectó en el citoplasma, mientras que Vanabina4 se encuentra exclusivamente en la membrana citoplasmática. La VanabinaP es constituyente del fluido coclomic (plasma sanguíneo).
Así mismo estas proteínas de unión-vanadio, tienen una proporción de 16 iones de vanadio por proteínas en promedio, lo que se sugiere que existe una interacción específica entre estas proteínas y los iones de vanadio. Mediante el uso de un anticuerpo específico, se ha demostrado que las proteínas que se localizan en el citoplasma de los vanadocytes.
El mecanismo de selectividad del metal en Vanabinas no se ha determinado, aunque los efectos de pH ácido en el metal de unión selectivo y en que la estructura secundaria de la Vanabin2 fue estudiada hasta ahora. Vanabina2 se une selectivamente con VIV, Fe 3+ y Cu 2+ iones en condiciones ácidas.
Una mejor comprensión de las funciones de las vanabinas y el mecanismo de la acumulación de vanadio en ascidias requiere de estructuras 3D de alta calidad de las proteínas en presencia y ausencia de iones de vanadio.
El químico alemán Martin Henze descubrió el vanadio en ascidiaceans en 1911.

## Teoría
Selectividad de Metales en Vanabinas
Se han realizado varios experimentos con el fin de determinar la selectividad de metal. Se probaron con tres iones metálicos: Magnesio (II), Molibdato (VI) y Cobre (II). En el cual el Magnesio (II), fue elegido por su similitud estructural y funcional de vanadio (IV). Molibdato (VI) fue elegido porque molibdato actúa como un mimético estructural de iones de vanadio (IV), es decir, como un potente inhibidor de las enzimas metabolizadoras de fosfato. El cobre (II), desde vanabinas contienen 18 residuos de cisteína y parecen unirse al cobre (II) iones, como lo hacen las metalotioneínas.
Las pruebas con Magnesio (II) y Molibdato )VI)inhibió la unión de iones de vanadio a las proteínas de las vanabinas. Sin embargo con los iones de Cobre (II) hay una selectividad. Esto se debe a la a que los iones de cobre (II), se unen a los mismos sitios de unión (de vanadio) y compiten entre sí. Esto es probable que ocurra, ya que las geometrías de coordinación preferibles de vanadio (IV) e iones cobre (II) son similares, mientras que las de otros metales difieren. El vanadio (IV) de iones generalmente adopta una estructura piramidal cuadrada con un ligando oxo en la posición apical.
Proteína Tipo: Vanabina2
La proteína de unión de vanadio, Vanabina2, contiene cuatro hélices alfa conectados por nueve enlaces disulfuro. Los enlaces disulfuro totalmente oxidados eran observadores en geles de poliacrilamida en una posición correspondiente a 14 kDa.
El analasis de la estructuda de la Vanbina2 se muestra a continuación: Vanabina2 se compone de 91 aminoácidos, inclunyendo 18 cysteinas. La ionización por electrospray (ESI) espectro de masas de Vanabina2 mostró una masa molecular desconvolucionado de 10.467 Da, que es 18 unidades de masa inferior a la masa molecular esperado de la proteína en la que todos los residuos de cisteína se reducen. De hecho, la reducción completa de Vanabina2 por TDT causa que el peso molecular cambie (a 10.485 Da) y aumente en 18 unidades de masa, indicando que los 18 residuos de cisteína de vanabina2 están implicados en enlaces disulfuro intramoleculares.
Vanabinas como transportadoras de oxígeno
Debido a la alta concentración de vanadio en la sangre, se ha asumido que las vanabinas se utilizan para el transporte de oxígeno como la hemoglobina a base de hierro o hemocianina a base de cobre. Desafortunadamente aún no hay evidencia científica que compruebe esta hipótesis.
La más alta concentración de vanadio encontrado hasta ahora es de 350 mM, se encontró en las células de la sangre de Gemmata Ascidia que pertenecen al "suborden Phlebobranchia". Esta concentración es 10,000,000 veces mayor que en agua de mar.
Las Vanabinas acumulan vanadio en las células de la sangre y producen V(III) y especies de iones vandanyl (V(IV)) de los iones de ortovanadato, con el uso de NADPH como un agente reductor. Las vanabinas así mismo transportan las especies reducidas de vanadio en las vacuolas de vanadocytes (que son glóbulos que contienen vanadio).
Las vacuolas se mantienen a un pH muy ácido de 1.9, esto es posible mediante el bombeo de iones de hidrógeno en las vacuolas por el uso de la energía intensiva H +-ATPasa. Todo el uso de NADPH y ATP es para recoger y mantener el vanadio el cual posee una energía intensiva, lo cual es algo inusual en el transporte de las proteínas de oxígeno.
Otras proteínas que transportan oxígeno tienen una disociación muy baja constante con su grupo prostético de metal y se unen a estos grupos con fuerza. Las vanabinas por otro lado tiene una constante de disociación moderada. Lo más importante, a causa de esta disociación moderada constante, es que el vanadio se encuentra generalmente flotando libremente y se separa de las proteínas dentro de las vacuolas. Esto es completamente diferente a otras proteínas de transporte de oxígeno.
Vanabinas como no portadoras de oxígeno
La evidencia más convincente en contra de vanadio en uso para el transporte de oxígeno es que muchas ascidias y tunicados también tienen hemocianina en la sangre que podrían suponer manejar todo el transporte de oxígeno.
El uso de vanabinas y vanadio para el transporte de oxígeno en ascidias y tunicados es dudosa. Otra razón hipotética para estos organismos recolectores de vanadio es hacerse ellos mismos tóxicos para parásitos y microorganismos.